# Список глав государств в 207 году
Список глав государств в 206 году — 207 год — Список глав государств в 208 году — Список глав государств по годам

## Африка
- Мероитское царство (Куш) — Теритедахатей, царь (194 — 209)

## Азия
- Армения Великая — Хосров I, царь (198 — 217)
- Дханьявади — Тюрия Дипати, царь[англ.] (198 — 245)
- Западные Кшатрапы — Рудрасана I, махакшатрап (200 — 222)
- Иберия — Рев I, царь (189 — 216)
- Китай (Династия Восточная Хань):
  - Сянь-ди (Лю Се), император (189 — 220)
  - Цао Цао, регент (197 — 220)
- Корея (Период Трех государств):
  - Конфедерация Кая — Кодын, ван (199 — 259)
  - Когурё — Сансан, тхэван (197 — 227)
  - Пэкче — Чхого, король (166 — 214)
  - Силла — Нэхэ, исагым (196 — 230)
- Кушанское царство — Васудэва I, великий император (191 — 226)
- Осроена — Абгар IX Великий, царь (177 — 212)
- Паган — Пьюсоти, король[англ.] (167 — 242)
- Парфия — Вологез IV, шах (191 — 208)
- Сатавахана:
  - Шри Яджня Сатакарни, махараджа (178 — 207)
  - Виджая, махараджа (207 — 213)
- Хунну — Хучуцюань, шаньюй (195 — 215)
- Чера — Янаикат-сей Мантаран Черал, царь (201 — 241)
- Япония — Дзингу Кого, регент (201 — 269)

## Европа
- Боспорское царство — Савромат II, царь (174 — 210)
- Ирландия — Лугайд мак Кон, верховный король (195 — 225)
- Римская империя:
  - Септимий Север, римский император (193 — 211)
  - Каракалла, римский император (198 — 217)
  - Луций Анний Максим, консул (207)
  - Гай Септимий Север Апр, консул (207)

## Галерея

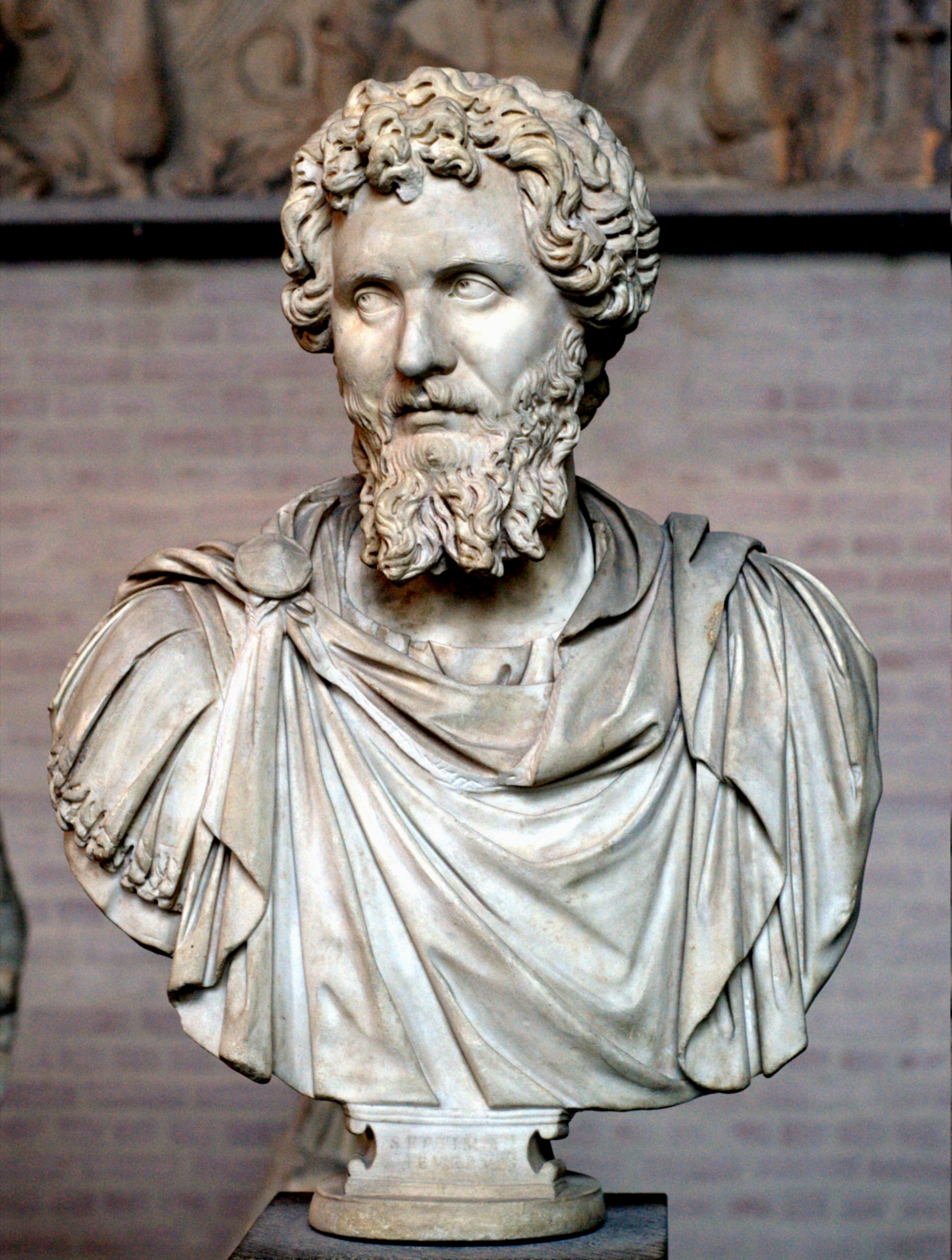
Септимий Север 193—211 Император Римской империи
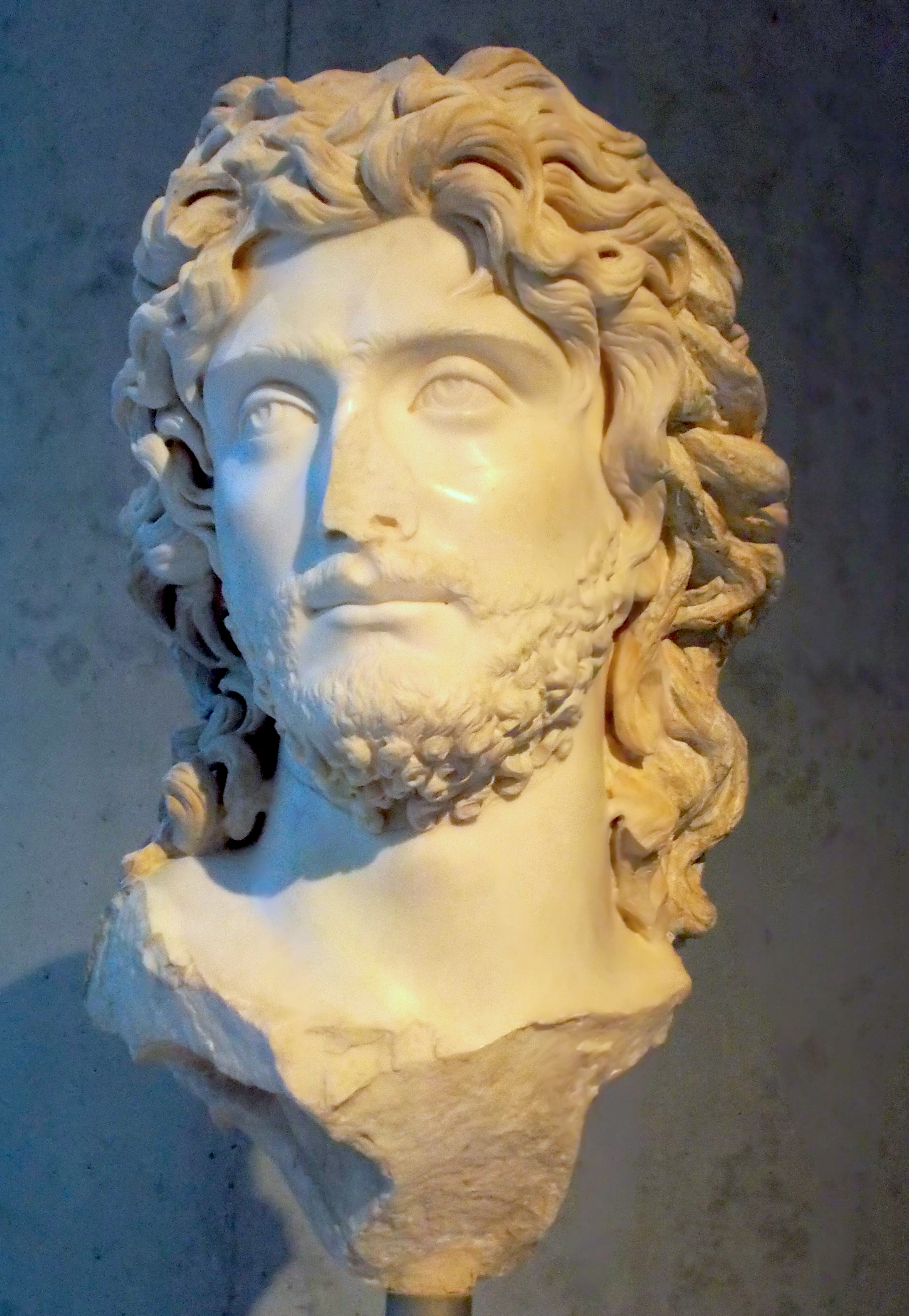
Савромат II 174—210 Царь Боспорского царства
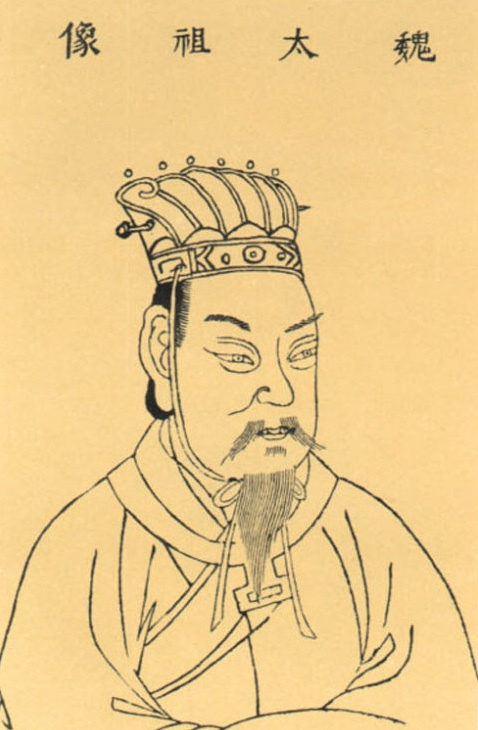
Цао Цао 197—220 Фактический правитель империи Восточная Хань
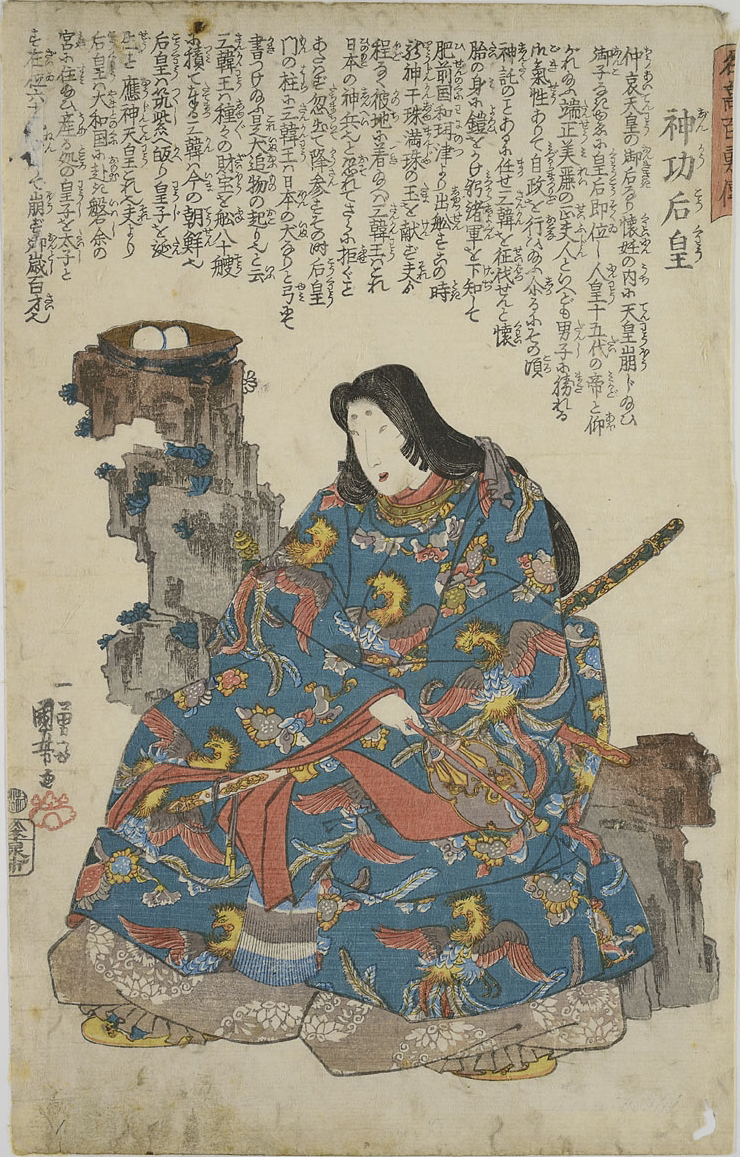
Дзингу 201—269 Императрица Японии